# JR西日本SC開発
JR西日本SC開発株式会社（ジェイアールにしにほんエスシーかいはつ）は、大阪府大阪市北区梅田に本社を置く西日本旅客鉄道（JR西日本）の不動産関連子会社。
JR西日本グループで、駅ビルなどショッピングセンター（SC）の開発・運営にあたっているJR西日本ショッピングセンターカンパニー体制における統括機能会社であり、ルクア（大阪駅）や天王寺ミオ（天王寺駅）の運営会社でもある。

## 沿革
- 1959年9月、株式会社天王寺ステーションビルディング設立[4]。
- 1985年3月、天王寺ターミナルビル株式会社設立[4]。
- 1995年9月、天王寺ミオ開業[4]。
- 2005年1月、JR西日本SC開発株式会社設立[5]。
- 2011年5月、ルクア開業[5]。同年7月、天王寺ターミナルビル株式会社と株式会社天王寺ステーションビルディングが合併し、天王寺SC開発株式会社発足[4]。
- 2019年7月、JR西日本SC開発株式会社と天王寺SC開発株式会社が合併[2]。JR西日本のカンパニー制移行に伴い、ショッピングセンター（SC）カンパニーの統括会社となる[6]。

## 運営施設
- 大阪ステーションシティ・ノースゲートビルディング[3]
  - ルクア
  - ルクアイーレ
- 天王寺ミオ[3]

## 主要子会社
- 富山ターミナルビル株式会社[7]
- 金沢ターミナル開発株式会社[8]
- JR西日本京都SC開発株式会社[9]
- 株式会社新大阪ステーションストア
- JR西日本大阪開発株式会社
- 株式会社和歌山ステーションビルディング
- JR西日本アーバン開発株式会社[10]
- 山陽SC開発株式会社[11]
- JR西日本山陰開発株式会社
- 中国SC開発株式会社[12]